# Asota carcae
Asota carcae är en fjärilsart som beskrevs av Walker 1854. Asota carcae ingår i släktet Asota och familjen nattflyn. Inga underarter finns listade i Catalogue of Life.